# Muang Namo
Muang Namo är ett distrikt i Laos.   Det ligger i provinsen Udomxai, i den nordvästra delen av landet, 300 km norr om huvudstaden Vientiane.